# Jayne Soliman
Jayne Soliman z domu Campbell (ur. 1968, zm. 7 stycznia 2009) – brytyjska zawodniczka i trenerka łyżwiarstwa figurowego.  
Największe sukcesy sportowe święciła  na przełomie lat 80 i 90-XX w. W 1989 zdobyła  mistrzostwo Wielkiej Brytanii w łyżwiarstwie figurowym oraz zajęła siódme miejsce w rankingu najlepszych łyżwiarek świata. Jako trenerka pracowała między innymi w Dubaju gdzie poznała swojego męża Mahmouda. Pod koniec życia pracowała jako trenerka w angielskim klubie sportowym w Bracknell. 
Zmarła na skutek  guza nowotworowego, który uszkodził jedną z jej dużych tętnic mózgowych, co zaowocowało gwałtownym krwotokiem i śmiercią mózgową. Soliman podłączono do respiratora i sztucznie podtrzymywano u niej krążenie przez kolejne 48 godzin, a także podawano jej dawki hormonów sterydowych tak aby mimo śmierci mózgowych mogła urodzić (była w 25 tygodniu ciąży).  Jej córka po narodzeniu otrzymała imiona Aya Jayne.